# Indigo Girls (Album)
Indigo Girls ist das zweite Musikalbum des gleichnamigen Folk-Rock-Duos Indigo Girls. Es wurde 1989 bei Epic Records veröffentlicht und war damit die erste Major-Label-Veröffentlichung des Duos; es stellte einen Durchbruch in ihrer Karriere dar. Es erschien 2000 remastered mit zwei Bonustracks. Alle Lieder des Albums wurden entweder von Amy Ray oder von Emily Saliers komponiert und getextet. 
Michael Stipe sang bei Kid Fears und Peter Buck, beide von R.E.M., trat bei Tried to Be True auf. Außerdem steuerte die irische Band Hothouse Flowers bei mehreren Titeln Hintergrundgesang bei, vor allem bei Closer to Fine.

## Rezeption
Das Album verkaufte sich so gut, dass es mit der Zeit die Platin-Schallplatte erhielt. Es war das erfolgreichste Album des Duos und hielt sich 35 Wochen in den US-Album-Charts, die beste Platzierung war Platz 22. Die Single-Auskopplung Closer to Fine erreichte am 22. Juli 1989 Platz 52 der US-Single-Charts, in denen sie 9 Wochen vertreten war. Sie war damit das erfolgreichste Lied der Indigo Girls. Die Nominierung des Duos für den Grammy als Best New Artist 1990 ist auf den Erfolg des Albums zurückzuführen. Das Album selbst gewann 1989 als Best Contemporary Folk Recording eine der Trophäen. Auf Allmusic wird das Album vor allem wegen der Poesie in den Liedern gelobt, aber auch die sicheren Harmonien, das musikalische Können der beiden Interpretinnen und die Qualität ihrer Stimmen werden positiv erwähnt.

## Titelliste
1. Closer to Fine
2. Secure Yourself
3. Kid Fears
4. Prince of Darkness
5. Blood and Fire
6. Tried to Be True
7. Love’s Recovery
8. Land of Canaan
9. Center Stage
10. History of Us

Bonustracks 2000:
1. Land of Canaan (Radio Single Remix)
2. Center Stage (Live)